# アメノチハレ
「アメノチハレ」は、ジャニーズWESTの12枚目のシングル。2019年4月24日にジャニーズ・エンタテイメントから発売。

## 概要
- 前作「ホメチギリスト/傷だらけの愛」から約3か月ぶりのシングルとなる。

- 初回盤A・B、通常盤の3種類での発売となり、それぞれ収録曲・ジャケット写真ともに異なる。

- 表題曲は、メンバーの小瀧望が出演している日本テレビ系水曜ドラマ『白衣の戦士!』の主題歌である。

- 初回盤Aには、表題曲のMusic Clip & Makingと、カップリング曲「アンジョーヤリーナ」に加え、オリジナル・カラオケ2曲を収録。

- 初回盤Bには、「We are WEST!!!!!!! やったぜ5周ねぇぇぇぇぇぇぇん ほんまサンキューサンキュー! 今日は懐かしい想い出振り返ってもええじゃないか! SP」を収録した DVDを付属。また、オリジナル・カラオケ1曲を収録。

- 通常盤には、カップリング曲「儚」(読み:はかな)と「パチもん」に加え、オリジナル・カラオケ3曲を収録。

## 封入特典

### 初回盤A・B
1. 2面4Pジャケット

### 通常盤
1. 3面6Pジャケット

## 収録曲

### CD

#### 通常盤
1. アメノチハレ [4:20]
作詞：MORISHIN、作曲：川口進・MORISHIN、編曲：CHOKKAKU
  - 小瀧望出演 日本テレビ系ドラマ「白衣の戦士!」主題歌
2. 儚（読み：はかな） [4:19]
作詞：原田卓也・井上紗矢香、作曲：Young Hollywood・原田卓也・Joakim Bjornberg、編曲：Young Hollywood・ha-j
3. パチもん [3:17]
作詞・作曲・編曲：庄田ゲゲゲ・corin.
4. アメノチハレ（オリジナル・カラオケ）
5. 儚（オリジナル・カラオケ）
6. パチもん（オリジナル・カラオケ）

#### 初回盤A/B
※は初回盤Aのみ収録。
1. アメノチハレ
2. アンジョーヤリーナ※ [4:15]
作詞・作曲・編曲：園田健太郎
3. アメノチハレ（オリジナル・カラオケ）
4. アンジョーヤリーナ（オリジナル・カラオケ）※

### DVD

#### 初回盤A
1. 「アメノチハレ」Music Clip & Making

#### 初回盤B
1. We are WEST!!!!!!! やったぜ5周ねぇぇぇぇぇぇぇん ほんまサンキューサンキュー! 今日は懐かしい想い出振り返ってもええじゃないか! SP